# 革命尚未成功同志还需努力
《革命尚未成功同志还需努力》（法語：Chinois, encore un effort pour être révolutionnaires !，直译：「中国人，再努力革命一次！」，或用标题《他们办事，老百姓不放心》）是一部由Ji Qing-ming、魏延年和阿尔·佩罗导演的紀錄片，于1977年上映。该片使用当时的历史资料回顾了文化大革命的历程，并坚持认为四人帮存在第五个成员，为毛泽东。

## 概述
该片的法语标题来源于薩德侯爵的《法国人，再接再厉，走向共和》（Français, encore un effort pour être républicains）。该片利用当时的文献资料，回顾了文化大革命的历史及其起源，九一三事件，四五运动，以及毛泽东的妻子江青在毛泽东逝世后被捕的情况。影片坚持认为四人帮存在第五个成员，为毛泽东。
该片的绝大部分素材取材于中国共产党中央委员会宣传部的官方影像及索爾孟获得的解密图像。影片使用经过汉学家和研究人员认同的中国武术和空手道画面进行点缀，隐喻领导人之间的权力斗争。
该片是为献给李一哲和1965年被处决的Tseng Jui-hsiang而制作的，旁白也大量引用了李一哲大字报《关于社会主义的民主与法制》中的内容。
《革命尚未成功同志还需努力》于1977年在戛纳电影节導演雙週展映。魏延年本人觉得这部“暴力前卫”电影收效甚微，因为在当时的法国很难对毛泽东进行有效质疑。李克曼曾提到该片在影院上映期间曾遭到“封建社会法西斯”闯入扰乱。